# Andreas Hofer

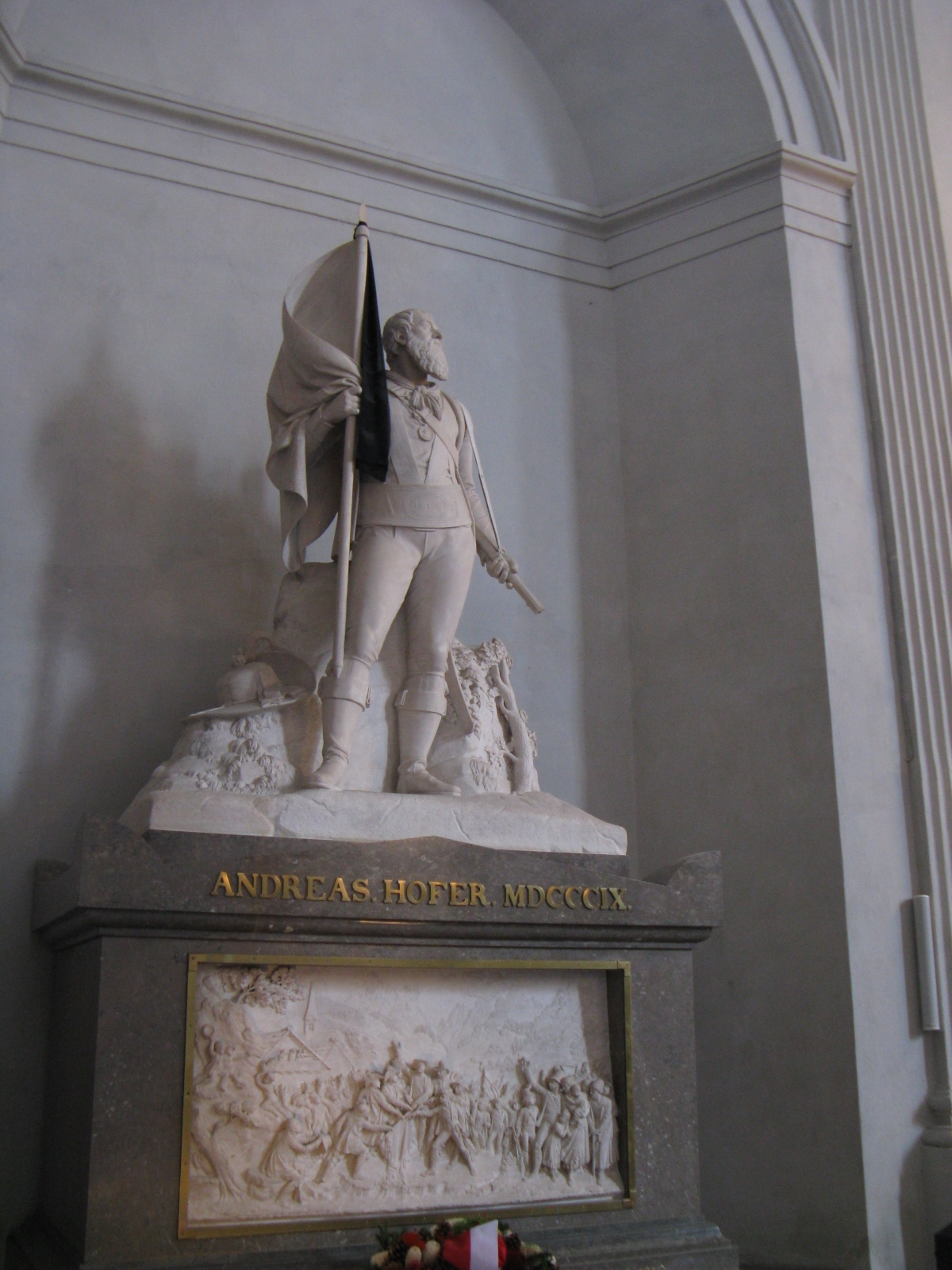
Náhrobek Andrease Hofera
Hofkirche Innsbruck

Andreas Hofer (22. listopadu 1767 St. Leonhard in Passeier v Itálii – 20. února 1810 Mantova) byl tyrolský vlastenec, který roku 1809 vedl boj za osvobození své země od bavorské nadvlády, pod kterou se Tyrolsko dostalo po porážce Rakouska napoleonskými armádami ujednáním tzv. bratislavského (prešpurského) míru, smlouvy z r. 1805. Občanským povoláním hostinský a obchodník s dobytkem, v letech 1796–1805 účastník napoleonských válek jako hejtman tyrolské domobrany. V dubnu 1809 se – po tajné dohodě s vídeňským dvorem i se svými krajany v obcích – postavil do čela několika vln povstání Tyrolanů proti Bavorům a Napoleonovým Francouzům, jež na několik měsíců vyhnal ze země. Císař František I. jej za tyto zásluhy 15. května 1809 povýšil do tyrolského šlechtického stavu s tím, že pro něj má být okamžitě zhotoven šlechtický diplom. Vzhledem k porážce císařských vojsk v bitvě u Wagramu v červenci 1809 a potlačení tyrolského povstání k tomu ale již nedošlo. Hofer se skrýval s rodinou na horské salaši, kam za odměnu 1500 zlatých dovedl vojáky jeho krajan Franz Raffel. Byl postaven před francouzský válečný soud a zastřelen v italské Mantově. Pohřben je v Innsbrucku, kde má figurální náhrobek, a je považován za rakouského národního hrdinu.

## Povýšení do šlechtického stavu
Teprve v roce 1817 požádal jeho syn Johann (1794–1855), později správce c. k. tabákového skladu a statkář v dolnorakouském Fischamendu, panovníka o vydání diplomu, jenž by jemu, jeho matce matky a sourozencům potvrdil nárok na šlechtictví. Listina byla vydána 26. ledna 1818 a jejím prostřednictví udělen i erb:
Zlato-červeně čtvrcený štít. V prvním poli je červená, do středu štítu hledící orlice. Ve druhém poli vavřínový věnec, ve třetím stojí na zeleném trávníku před příkrou skálou tyrolský střelec s černým kloboukem se širokou střechou, hnědým kabátem, bílou košilí, černými krátkými kalhotami s červenými šlemi, bílými punčochami a černými nízkými boty držící v levici hlaveň pušky a pravou ukazující kupředu. Ve čtvrtém poli stojí na zeleném trávníku věž s cimbuřím, dvěma okny vedle sebe a zavřenou dřevěnou branou, od které na každou stranu vybíhá kosmo a šikmo vzhůru hradba. Na štítě stojí korunovaná turnajská přílba s červeno-zlatými přikryvadly. Klenotem je černý orel s červenými jazyky.
Rod vymřel roku 1921 Leopoldem von Hofer (1861–1921), úředníkem městských plynáren ve Vídni.

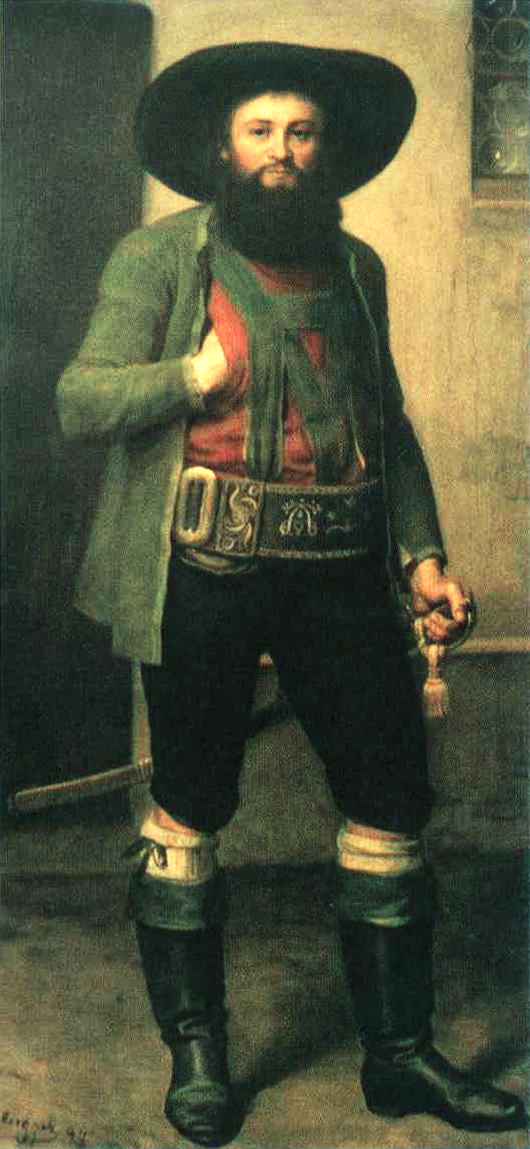
Andreas Hofer
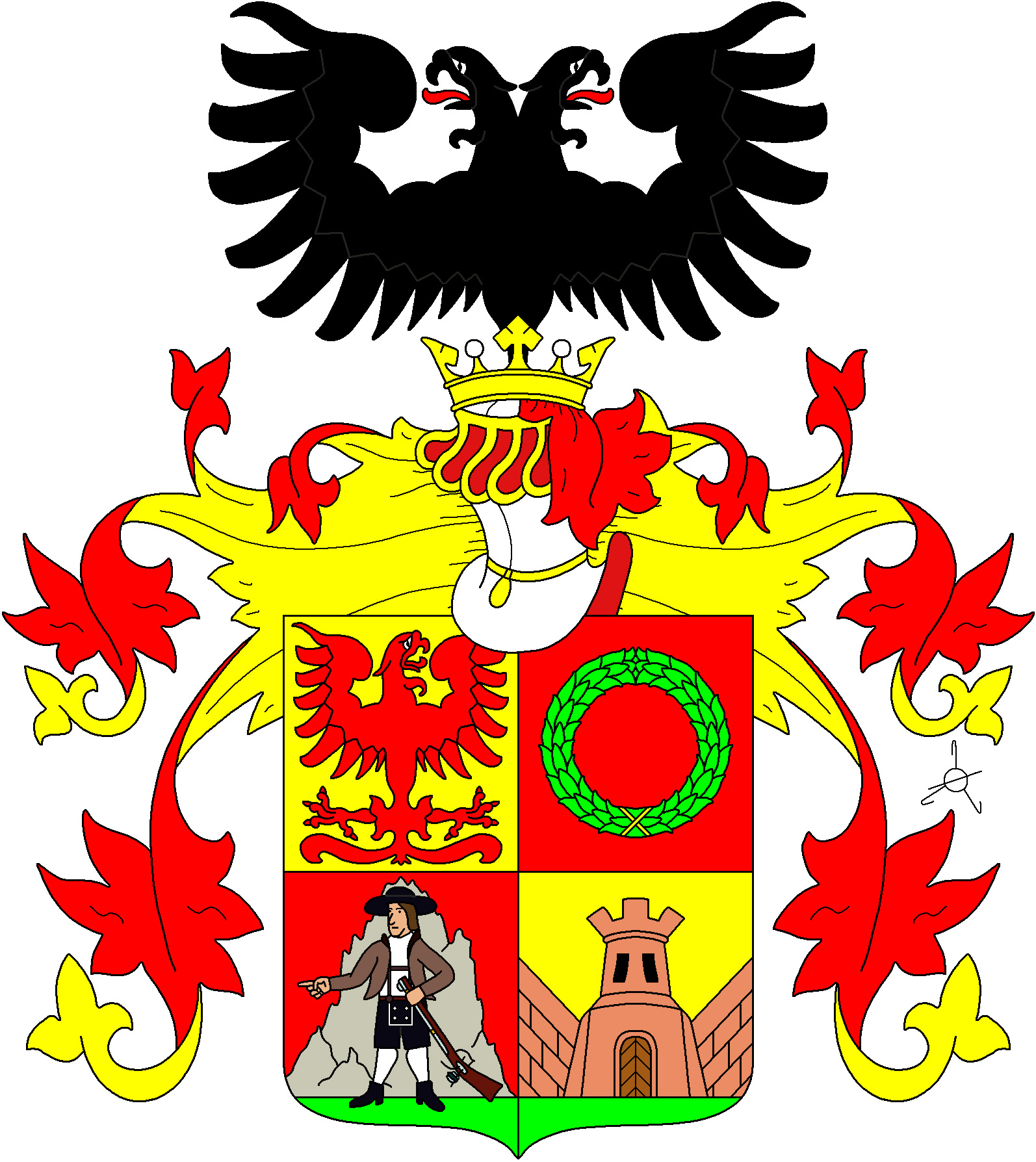
Erb rodu von Hofer